# Jasper Blackall
Jasper Roy Blackall fue un deportista británico que compitió en vela en la clase 12 m2 Sharpie. Participó en los Juegos Olímpicos de Melbourne 1956, obteniendo una medalla de bronce en la clase 12 m2 Sharpie.

## Palmarés internacional
| Juegos Olímpicos | Juegos Olímpicos      | Juegos Olímpicos  | Juegos Olímpicos |
| Año              | Lugar                 | Medalla           | Clase            |
| ---------------- | --------------------- | ----------------- | ---------------- |
| 1956             | Melbourne (Australia) | Medalla de bronce | 12 m2 Sharpie    |